# Adlerlöwe
Der Adlerlöwe ist in der Heraldik ein Wappentier und gehört in die Reihe der Fantasiefiguren. 
Dargestellt wird ein Löwe mit einem Adlerkopf. Erscheint die Figur im Wappen ohne Flügel und mit typischen Ohren, handelt es sich um die Kombination aus Greifoberteil und Löwenunterteil und ist somit eine eigenständige Wappenfigur. Der Adlerlöwe gehört, wie auch die anderen Kombinationen, zu den seltenen Wappentieren.
Die Farbgebung, auch die der Bewehrung, erfolgt nach den heraldischen Regeln.
Der Löwenadler ist auch in der Heraldik ein Wappentier und eine Fantasiefigur. Hier ist die Zusammensetzung anders als beim Adlerlöwen, Das Oberteil ist ein Löwe und das Unterteil der Wappenfigur ein Adlerunterteil.

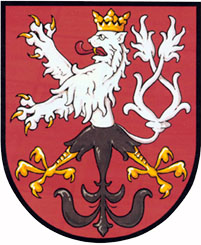
Löwenadler im Wappen von Rabštejn nad Střelou
Greifenlöwe im Wappen von Wiedergeltingen